# Elisa (Vorname)
Elisa ist ein weiblicher oder männlicher Vorname.

## Herkunft und Bedeutung

### Weiblicher Vorname
Beim weiblichen Namen Elisa handelt es sich um eine Kurzform von Elisabeth.

### Männlicher Vorname
Beim männlichen Namen Elisa handelt es sich um eine deutsche Variante von hebräisch אֱלִישָׁע ʾᵆlîšāʿ. Der Name setzt sich aus dem theophoren Element אֵל ʾēl „Gott“ und ישׁע jšʿ „retten“, „helfen“, „befreien“ zusammen.
Er bedeutet somit „Gott hat geholfen“, „Gott hat gerettet“, wobei „Gott“ hier mit JHWH zu identifizieren ist. Dabei handelt es sich um eine Bekenntnisaussage.
Als unwahrscheinlich gilt die Übersetzung „Gott ist edel“, „Gott ist vornehm“.
Bekannter Namensträger ist Elisha ben Shaphat, ein Prophet der jüdischen Bibel.

## Verbreitung

### Weiblicher Vorname
Der Name Elisa ist überwiegend als Frauenname in Gebrauch.
In Chile zählt Elisa seit 2012 zu den 100 beliebtesten Mädchennamen. Im Jahr 2021 belegte der Name Rang 76.
Elisa stieg in Aserbaidschan im Jahr 2022 in die Hitliste der 100 beliebtesten Mädchennamen auf. Ein Jahr später belegte er Rang 51. In der Türkei trat Elisa im Jahr 2017 in die Hitliste der 100 beliebtesten Mädchennamen ein. Im Jahr 2022 belegte der Name bereits Rang 11.
In Belgien hat sich der Name in der Top-100 der Vornamenscharts etabliert. In den Jahren 2003 und 2004 erreichte der Name die Top-30. Zuletzt stand der Name auf Rang 53 der Hitliste (Stand 2022). Der Name Elisa hat sich in Italien unter den 40 beliebtesten Mädchennamen etabliert. Zuletzt sank seine Popularität. Stand er im Jahr 2004 noch auf Rang 9 der Hitliste, verließ er im Jahr 2013 die Top-20 der Hitliste. Zuletzt belegte er Rang 36 der Vornamenscharts (Stand 2022).
In Österreich hat sich der Name Elisa in der Top-100 der Vornamenscharts etabliert. Als höchste Platzierung erreichte er im Jahr 2003 Rang 27 der Hitliste. Im Jahr 2022 stand er auf Rang 32. Auch in der Schweiz zählt er seit langem zu den 50 beliebtesten Mädchennamen. Die Top-20 konnte er jedoch nie erreichen. Zuletzt belegte er Rang 38 der Hitliste (Stand 2022).
In Deutschland kam der Name in den 1980er Jahren in Mode. Obwohl seine Popularität zunächst stark schwankte, stieg der Name in den Vornamenscharts auf. Seit der Jahrtausendwende zählte der Name fast durchgängig zu den 100 beliebtesten Mädchennamen. Seit 2012 zählt er zur Top-50 der Vornamenscharts. Seinen Höhepunkt erreichte die Popularität im Jahr 2021, als der Name auf Rang 36 der Hitliste stand. Im Jahr 2023 belegte er Rang 44. Am beliebtesten ist der Name in Baden-Württemberg.

### Männlicher Vorname
Als männlicher Vorname ist Elisa kaum geläufig. In Finnland, Schweden und Dänemark kommt er sehr selten als männlicher Vorname vor. Gelegentlich wird er auch in den Niederlanden als Männername vergeben, wobei er weitaus häufiger als Folgename gewählt wird.

## Varianten

### Weiblicher Vorname
Die isländische Variante des Namens lautet Elísa, die korsische Variante Élisa.
Für weitere Varianten: siehe Elisabeth#Varianten

### Männlicher Vorname
- Deutsch: Elischa, Elisäus
- Englisch: Elisha
- Griechisch: Ελισαιε Elisaie, Ἐλισσαῖος Elissaîos
- Hebräisch: אֱלִישָׁע ʾᵆlîšāʿ
- Italienisch: Eliseo
  - Latein: Heliseus, Eliseus
- Mazedonisch: Елисие Elisie
- Portugiesisch: Eliseu
- Russisch: Елисей Elisej, Jelisej
- Spanisch: Eliseo

## Namenstag
Der Namenstag des männlichen Namens Elisa wird nach dem gleichnamigen Propheten am 14. Juni gefeiert.
Für Namenstage des weiblichen Namens: siehe Elisabeth#Namenstage

## Namensträger

### Weibliche Namensträgerinnen
- Elisa (* 1977), italienische Sängerin und Songwriterin
- Elisa (* 1999), portugiesische Sängerin
- Elisa Aaltola (* 1976), finnische Philosophin
- Elisa Agbaglah (* 1990), deutsche Schauspielerin
- Elisa Aguilar (* 1976), spanische Basketballspielerin
- Elisa von Ahlefeldt (1788–1855), deutsche Adelige und Beteiligte der Lützower Jagd
- Elisa Amoruso (* 1981), italienische Filmschaffende
- Elisa Andessner (* 1983), österreichische Bildende Künstlerin und Kuratorin
- Elisa Asenbaum (* 1959), österreichische bildende Künstlerin, Kuratorin und Buchautorin
- Elisa Badenes (* 1992), spanische Ballerina
- Elisa Balsamo (* 1998), italienische Radsportlerin
- Elisa Bannat (* 1986), deutsche Sängerin, Schauspielerin und Synchronsprecherin
- Elisa Bartoli (* 1991), italienische Fußballspielerin
- Elisa Beetz-Charpentier (1859–1949), französische Bildhauerin, Malerin und Medailleurin
- Elisa Bertino, US-amerikanische Informatikerin und Hochschullehrerin
- Elisa Bonaparte (1777–1820), Schwester Napoleon Bonapartes
- Elisa Brătianu (1870–1957), rumänische Adlige
- Elisa Brocard (* 1984), italienische Skilangläuferin
- Elisa Camporese (* 1984), italienische Fußballspielerin
- Elisa Carrió (* 1956), argentinische Politikerin
- Elisa Cegani (1911–1996), italienische Schauspielerin
- Elisa Chanteur (* 1980), französische Badmintonspielerin
- Elisa Cusma Piccione (* 1981), italienische Mittelstreckenläuferin
- Elisa Desco (* 1982), italienische Langstrecken- und Bergläuferin
- Elisa Di Eusanio (* 1980), italienische Schauspielerin
- Elisa Di Francisca (* 1982), italienische Florettfechterin und Olympiasiegerin
- Elisa Di Lazzaro (* 1998), italienische Hürdenläuferin
- Elisa Donovan (* 1971), US-amerikanische Schauspielerin
- Elisa Drabben (* 1996), spanische Schauspielerin
- Elisa Shua Dusapin (* 1992), Schweizer Schriftstellerin
- Elisa Fernandes (1950–1993), brasilianische TV- und Theaterschauspielerin, Werbe-Ikone
- Elisa Ferreira (* 1955), portugiesische Politikerin (Partido Socialista), MdEP
- Elisa Fleischmann (* 1985), italienische Skibergsteigerin
- Elisa Frisoni (* 1985), italienische Bahnradsportlerin
- Elisa Frota-Pessoa (1921–2018), brasilianische Physikerin und Hochschullehrerin
- Elisa Gabbai (1933–2010), israelische Sängerin
- Elisa Gabbert (* 1979), US-amerikanische Lyrikerin und Essayistin
- Elisa Gabrielli (* 1959), US-amerikanische Schauspielerin und Synchronsprecherin
- Elisa Galvé (1922–2000), argentinische Filmschauspielerin
- Elisa Gasparin (* 1991), Schweizer Biathletin
- Elisa Gorla (* 1976), italienische Mathematikerin und Hochschullehrerin
- Elisa Grisoni (* 2004), italienische Ruderin
- Elisa Gronau (* 1990), deutsche Skispringerin
- Elisa Hall de Asturias (1900–1982), guatemaltekische Autorin
- Elisa Hämmerle (* 1995), österreichische Kunstturnerin
- Elisa Hoven (* 1982), Juristin, Hochschullehrerin und Landesverfassungsrichterin
- Elisa Huezo Paredes (1913–1995), salvadorianische Schriftstellerin und Malerin
- Elisa Izaurralde (1959–2018), uruguayische Biochemikerin
- Elisa Kauffeld (1913–2012), deutsche Politikerin, Autorin, Friedensaktivistin, Stewardess
- Elisa Keitel (* 2001), chilenische Hürdenläuferin
- Elisa Klapheck (* 1962), deutsche Rabbinerin
- Elisa Kragerup (* 1979), dänische Theaterregisseurin
- Elisa Lechleitner (* 1999), deutsche Leichtathletin
- Elisa Lenke (* 1991), deutsche Shorttrackerin
- Elisa Lohmann (* 1998), deutsche Volleyballspielerin
- Elisa Loncón (* 1963), chilenische Sprachwissenschaftlerin, Aktivistin für indigene Völker und Politikerin
- Elisa Longo Borghini (* 1991), italienische Radrennfahrerin
- Elisa Martínez Contreras († 1985), First Lady von Guatemala
- Elisa Maĸe, grönländische Schriftstellerin und Sozialarbeiterin
- Elisa Menniti, australische Schauspielerin, Filmproduzentin und Drehbuchautorin
- Elisa Mevius (* 2004), deutsche Basketballspielerin
- Elisa Molinarolo (* 1994), italienische Stabhochspringerin
- Elisa Montés (1934–2024), spanische Schauspielerin
- Elisa Montessori (* 1931), italienische Malerin
- Elisa Mörzinger (* 1997), österreichische Skirennläuferin
- Elisa Müller (* 1990), deutsche Fußballspielerin
- Elisa Muri (* 1984), italienische Volleyballspielerin
- Elisa Mussajewa, tschetschenische Psychologin und Menschenrechtlerin
- Elisa Orlandi (1811–1834), italienische Opernsängerin (Sopran)
- Elisa Palmero (* 1999), italienische Leichtathletin
- Elisa Petersen (* 1960), grönländische Bibliothekarin
- Elisa Platino (* 1999), italienische Skirennläuferin
- Elisa Plüss (* 1989), schweizerische Schauspielerin
- Elisa Pries (* 1992), deutsche Schauspielerin
- Elisa Queirolo (* 1991), italienische Wasserballspielerin
- Elisa Radziwiłł (1803–1834), erste Liebe des Kaisers Wilhelm I.
- Elisa Raus, deutsche Biersommelière
- Elisa von der Recke (1754–1833), deutsche Dichterin und Schriftstellerin
- Elisa Resconi (* 1971), italienische Physikerin
- Elisa Rigaudo (* 1980), italienische Geherin
- Elisa Schlott (* 1994), deutsche Schauspielerin
- Elisa Sednaoui (* 1987), italienisch-französische Schauspielerin und Model
- Elisa Senß (* 1997), deutsche Fußballspielerin
- Elisa Servenius, schwedische Soldatin
- Elisa Seydel (* 1978), deutsche Schauspielerin
- Elisa Simantke (* 1986), deutsche Journalistin
- Elisa Soriano Fisher (1891–1964), spanische Hochschullehrerin, Augenärztin und Suffragette
- Elisa Soteldo (1922–2016), venezolanische Sängerin, Pianistin und Musikpädagogin
- Elisa Spitz (* 1963), US-amerikanische Eiskunstläuferin
- Elisa Springer (1918–2004), österreichisch-italienische Holocaustüberlebende
- Elisa Stuttfeld (* 1999), deutsche Handballspielerin
- Elisa Thiemann (* 1985), deutsche Schauspielerin
- Elisa Togut (* 1978), italienische Volleyballspielerin
- Elisa Tovati (* 1976), französische Sängerin und Schauspielerin
- Elisa Trocmé (* 1955), französische Improvisationsmusikerin (Bassklarinette, Klarinette)
- Elisa Ueberschär (* 1989), deutsche Theater- und Filmschauspielerin, Autorin und Sprecherin
- Elisa Uga (* 1968), italienische Degenfechterin
- Elisa Valensin (* 2007), italienische Leichtathletin
- Elisa Valero (* 1971), spanische Architektin und Hochschullehrerin
- Elisa de Vilmorin (1826–1868), französische Botanikerin und Pflanzenzüchterin im Unternehmen Vilmorin
- Elisa Wipf (1882–1929), Schweizer Germanistin, Lehrerin und Journalistin
- Elisa Woinowsky (* 1993), deutsche Volleyballspielerin
- Elisa Leonida Zamfirescu (1887–1973), rumänische Ingenieurin

Élisa
- Élisa Blondel (1811–1845), französische Malerin
- Élisa Brune (1966–2018), belgische Schriftstellerin und Journalistin
- Élisa De Almeida (* 1998), französische Fußballspielerin
- Élisa Martin (* 1972), französische Politikerin
- Élisa Mercœur (1809–1835), französische Schriftstellerin
- Élisa Schlésinger (1810–1888), Gattin des Verlegers Maurice Schlésinger und die große Liebe des Schriftstellers Gustave Flaubert

Elísa
- Elísa Elíasdóttir (* 2004), isländische Handballspielerin
- Elísa Viðarsdóttir (* 1991), isländische Fußballspielerin

Weiterer Vorname
- Maria Elisa Andreoli (1861–1935), italienische römisch-katholische Ordensfrau und Ordensgründerin
- Juliette Élisa Bataille (1896–1972), französische Künstlerin der Art brut
- Mira Elisa Goeres (* 1992), deutsche Schauspielerin
- María Elisa Quinteros (* 1981), chilenische Ärztin und Politikerin
- Flora-Elisa Schröder (* 1988), deutsche Politikerin (SPD), MdL

### Männlicher Vorname
- Cornelis Elisa van Koetsveld (1807–1893), niederländischer Theologe, Schriftsteller und Pfarrer
- Elisa Hendrik Bakhuijs (1909–1982), niederländischer Fußballspieler
- Jacobus Elisa Johannes Capitein († 1747), niederländischer calvinistischer Theologe und Missionar in Ghana
- Fredrik Elisa Loosjes (1913–1994), niederländischer Biologe und Malakologe
- Friedrich Ludwig Elisa von Moltke (1852–1927), preußischer Staats- und Innenminister (1907–1910)
- Daniel Elisa Spieß (1800–1872), nassauischer Verwaltungsjurist und zuletzt Direktor des nassauischen Zentralstaatsarchivs in Idstein
- Ernst Elisa Theodor Wallroth (1851–1912), deutscher evangelisch-lutherischer Geistlicher